# Mater et Magistra
Mater et Magistra (em português: Mãe e Mestra) é uma carta encíclica do Papa João XXIII "sobre a recente evolução da Questão Social à luz da Doutrina Cristã". Foi publicada em 15 de maio de 1961, no septuagésimo aniversário da encíclica Rerum Novarum e no terceiro ano do pontificado de João XXIII.
Esta encíclica é considerada um marco importante da Doutrina Social da Igreja, porque, através de uma profunda leitura dos novos "«sinais dos tempos»", atualizou as orientações das encíclicas sociais anteriores (a partir da Rerum Novarum de Leão XIII), dando assim a resposta católica para os problemas temporais da época.
Ela serviu também de base para vários documentos pontifícios sobre as questões sociais que a sucederam e que ainda hoje se mantém atual, tais como as encíclicas Pacem in Terris, Populorum Progressio e Humanae Vitae. Paulo VI e João Paulo II muito dela se valeram no seu ensinamento social usando-a como apoio e fundamento de suas encíclicas sobre a Doutrina Social da Igreja.

## Contexto histórico
Esta encíclica foi publicada no início da conturbada década de 1960, no contexto histórico da “Guerra Fria”. Neste contexto, a Igreja Católica viu-se obrigada a atualizar e a reafirmar o seu Magistério sobre as questões novas e antigas que ressurgiam com nova roupagem nos “anos 60”. Para além da Guerra Fria, destaca-se também nesta década vários acontecimentos importantes: a reconstrução após a Segunda Guerra Mundial (que "havia suscitado grande desenvolvimento de alguns povos e deixado outros no subdesenvolvimento") e "a descolonização da África".

### Profundas inovações e novos problemas
João XXIII considera, na encíclica Mater et Magistra, que o mundo de 1941 até 1961 sofrera profundas modificações:
- No campo científico e tecnológico, ele cita o uso da energia nuclear; o surgimento dos produtos sintéticos; a automação; o desenvolvimento das comunicações; a rapidez crescente dos meios de transporte; a modernização da agricultura; e o início da conquista dos espaços interplanetários.
- No campo social, ele cita a difusão dos segurança social e da previdência social; a maior responsabilidade dos sindicatos perante os problemas econômicos e sociais; o grande desnível entre zonas economicamente desenvolvidas e outras menos desenvolvidas dentro de cada país e ainda grande desnível entre os países desenvolvidos de então e os em vias de desenvolvimento; o aparecimento de "um bem-estar cada vez mais generalizado; a crescente mobilidade social e a consequente remoção das barreiras entre as classes; e o interesse do homem de cultura média pelos acontecimentos diários de repercussão mundial".
- No campo político, ele cita a independência política dos povos da África e da Ásia; o declínio dos regimes coloniais; "a participação na vida pública de um número cada vez maior de cidadãos de diversas condições sociais; a difusão e a penetração da atividade dos poderes públicos no campo econômico e social; [...] a multiplicação e a complexidade das relações entre os povos e o aumento da sua interdependência; e a criação e o desenvolvimento de uma rede cada vez mais apertada de organismos de projeção mundial, com tendência a inspirar-se em critérios supranacionais", sendo a ONU o seu exemplo mais paradigmático.

E foi neste conturbado contexto histórico, repleto de ameaças e problemas sociais, que João XXIII redigiu a encíclica Mater et Magistra.

## Introdução
Na Introdução à encíclica, o Papa fixa a visão integral da Igreja sobre o homem e dá a diretriz do documento: “De modo que a Santa Igreja, apesar de ter, como principal missão, a de santificar as almas e de as fazer participar dos bens da ordem sobrenatural, não deixa de preocupar-se ao mesmo tempo com as exigências da vida cotidiana dos homens, não só naquilo que diz respeito ao sustento e às condições de vida, mas também no que se refere à prosperidade e à civilização em seus múltiplos aspectos, dentro do condicionamento de várias épocas.”.
Relembra que Cristo, pastor de almas, teve pena dos doentes e famintos; recorda os mandamentos da caridade que exigem a prática destes mesmos mandamentos; reafirma os ensinamentos da encíclica Rerum Novarum que não poderão jamais cair no esquecimento e a chama de “magna carta” da reconstrução econômica e social da época moderna.

## Actualização de documentos anteriores

### Rerum Novarum
Recorda o contexto histórico dos tempos de Leão XIII em que, em virtude da revolução industrial, as classes trabalhadoras eram extremamente exploradas, no ambiente do “laissez-faire” liberal e da economia de mercado sem qualquer regulação e sem qualquer proteção social, situações que permitiram encontrar tanto aplauso nos meios operários “as teorias extremistas, que propunham remédios piores que os próprios males”. Faz um resumo retrospectivo das principais linhas da encíclica de Leão XIII em que aquele Papa afirma:
- que o trabalho não deve ser considerado mercadoria, mas expressão direta da pessoa humana e, por isso, não deve a sua remuneração ser deixada às leis do livre-mercado mas segundo a justiça e equidade;
- ”a propriedade privada, mesmo dos bens produtivos, é um direito natural que o Estado não pode suprimir, comporta uma função social; mas é igualmente um direito que se exerce em proveito próprio e para o bem dos outros.”;
- a razão de ser do Estado é a realização do bem comum e dentre outras obrigações tem a de zelar para haja uma produção suficiente de bens materiais, que as relações de trabalho sejam reguladas segundo a justiça e equidade e que nos ambientes de trabalho não sejam lesados a dignidade da pessoa humana, nem no corpo e nem na alma;
- liberdade de organização e associação dos trabalhadores;
- operários e empresários devem regular as suas relações nos princípios da solidariedade e da fraternidade cristã, uma vez que, “tanto a concorrência do tipo liberal, como a luta de classes no sentido marxista, são contrárias à natureza e à concepção cristã de vida”.

### Quadragesimo Anno
Também recorda o documento solene de Pio XI que veio tornar mais precisa a Doutrina Social da Igreja, especialmente em relação a algumas dúvidas relativas à propriedade privada, ao regime dos salários e à atitude dos católicos perante uma forma de socialismo moderado.
Quanto à propriedade privada, João XXIII lembra que Pio XI, na encíclica Quadragesimo Anno (1931), reafirma o seu caráter de direito natural e acentua o seu aspecto e a sua função social e que já naquele tempo sugeria fosse suavizado o contrato de trabalho com formas de participação dos trabalhadores na propriedade ou na gestão ou nos lucros da empresa. Considera da mais alta relevância doutrinal e prática a afirmação de Pio XI de que não se pode avaliar justamente e nem retribuir adequadamente, quando não se tem em conta a natureza social e individual do trabalho.
“Por conseguinte para se determinar a remuneração, declara o Papa, a justiça exige que se tenham em conta, além das necessidades de cada trabalhador e a sua responsabilidade familiar, a situação da empresa a que os operários trazem o seu trabalho, e ainda as exigências da economia geral.”

#### Comunismo e cristianismo
João XXIII lembra que a encíclica Quadragesimo anno declara mais uma vez a oposição radical entre o cristianismo e o comunismo. A Mater et Magistra afirma que “não se pode admitir de maneira alguma que os católicos adiram ao socialismo moderado: tanto porque ele foi construído sobre uma concepção da vida fechada no temporal, com o bem-estar como objetivo supremo da sociedade; como porque fomenta uma organização social da vida comum tendo a produção como fim único, não sem grave prejuízo da liberdade humana; como ainda porque lhe falta todo o princípio de verdadeira autoridade social.”

#### Livre mercado
João XXIII lembra ainda que aquela encíclica já observara que a livre concorrência havia levado a uma grande concentração da riqueza e além disso à acumulação de um poder econômico desmedido nas mãos de poucos, e assim à liberdade de mercado sucedeu a hegemonia econômica, a sede de lucro, a cobiça desenfreada, de modo que a economia se tornou “dura e cruel”. A solução é o retorno da economia à ordem moral e a busca de um lucro subordinado às exigências do bem comum. A atividade econômica e a ordem jurídica devem se submeter aos ditames da caridade e da justiça social.

### Pio XII e a Radiomensagem de 1941
João XXIII relembra também a Radiomensagem de Pio XII por ocasião do Pentecostes de 1941. Ali é reafirmado que “o direito de propriedade dos bens é um direito natural; mas, segundo a ordem objetiva estabelecida por Deus, o direito de propriedade é limitado, pois não pode constituir obstáculo a que seja satisfeita a ‘exigência irrevogável de os bens, criados por Deus para todos os homens, estarem equitativamente à disposição de todos, segundo os princípios da justiça e da caridade.’”
As relações de trabalho devem ser reguladas primeiro entre os interessados e no caso destes não cumprirem ou não poderem cumprir os seus deveres então, compete ao Estado intervir no campo da distribuição e divisão do trabalho na medida em que o requer o bem comum.
Recorda que Pio XII afirma que a propriedade privada dos bens materiais deve ser considerada espaço vital para a família. Do que decorre o dever de assegurar os bens indispensáveis para que o pai de família possa bem cumprir os seus deveres para o bem-estar físico, espiritual e religioso de seus familiares o que confere também à família o direito de emigração.

## Finalidade e principais ideias
Depois de fazer uma exposição resumida do pensamento social da Igreja explicitado pelos pontífices que o antecederam desde Leão XIII, João XXIII declara expressamente encontrar-se no dever de conservar viva a doutrina social já anteriormente explanada e quer repetir e precisar pontos da doutrina já exposta e, ao mesmo tempo fazer uma exposição do pensamento da Igreja sobre os novos e mais importantes problemas de sua época.
Assim sendo, a Mater et Magistra, considerando as desigualdades existentes no plano económico e internacional, exortou "as nações mais ricas a ajudar as mais pobres".. e defendeu "a participação dos trabalhadores na posse, gestão e lucros das empresas"  Esta encíclica analisou também "a corrida aos armamentos", a superpopulação, o subdesenvolvimento e "a condição dos trabalhadores rurais" (incluindo o consequente fenómeno do êxodo rural e do crescimento exponencial das cidades) 
Por isso, "as palavras-chave da encíclica são comunidade e socialização:" a Igreja Católica (como Mãe e Mestra) "é chamada, na verdade, na justiça e no amor, a colaborar com todos os homens para construir uma autêntica comunhão. Por tal via, o crescimento econômico [...] poderá promover também a dignidade" do Homem.